# Bentley Continental Flying Spur

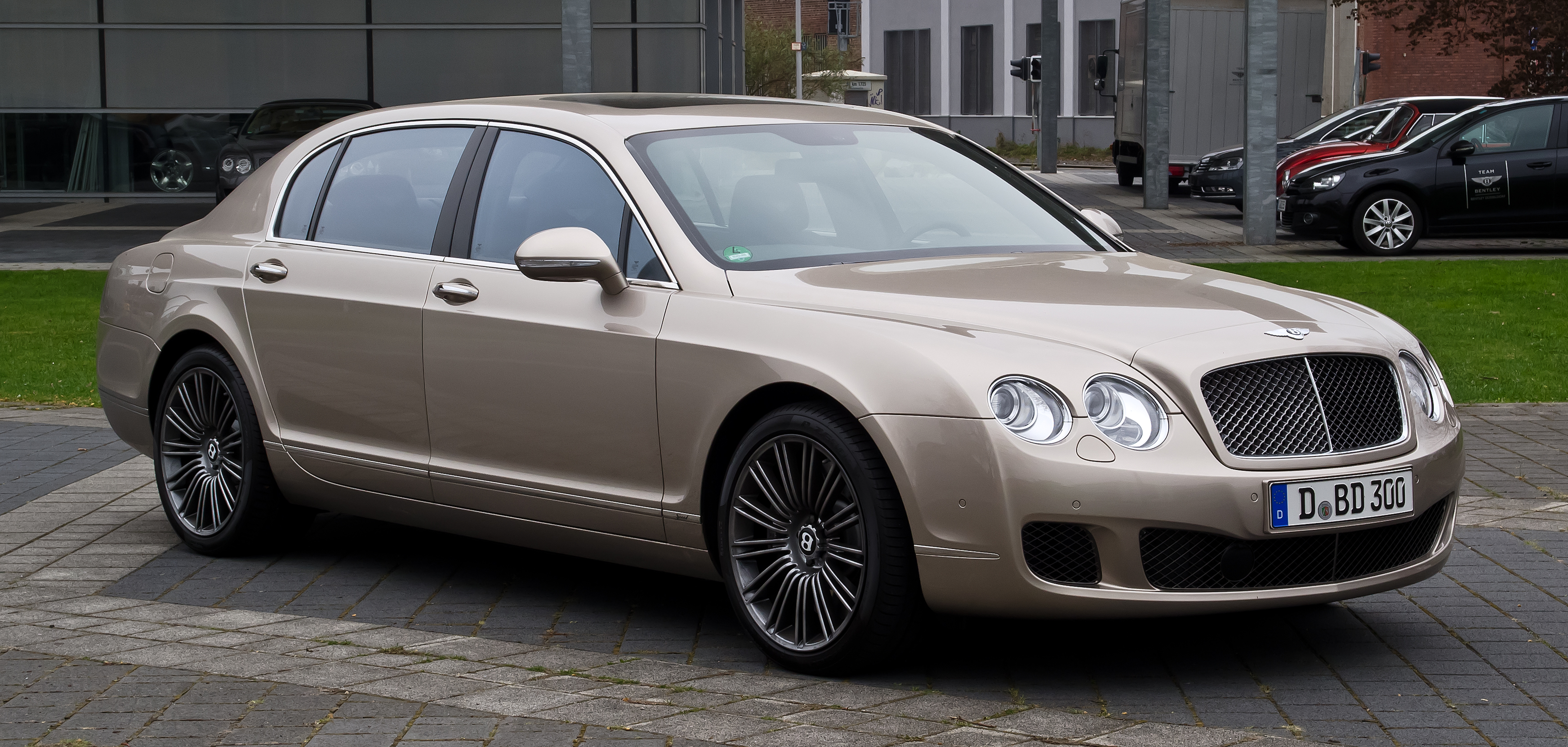
Bentley Continental Flying Spur.

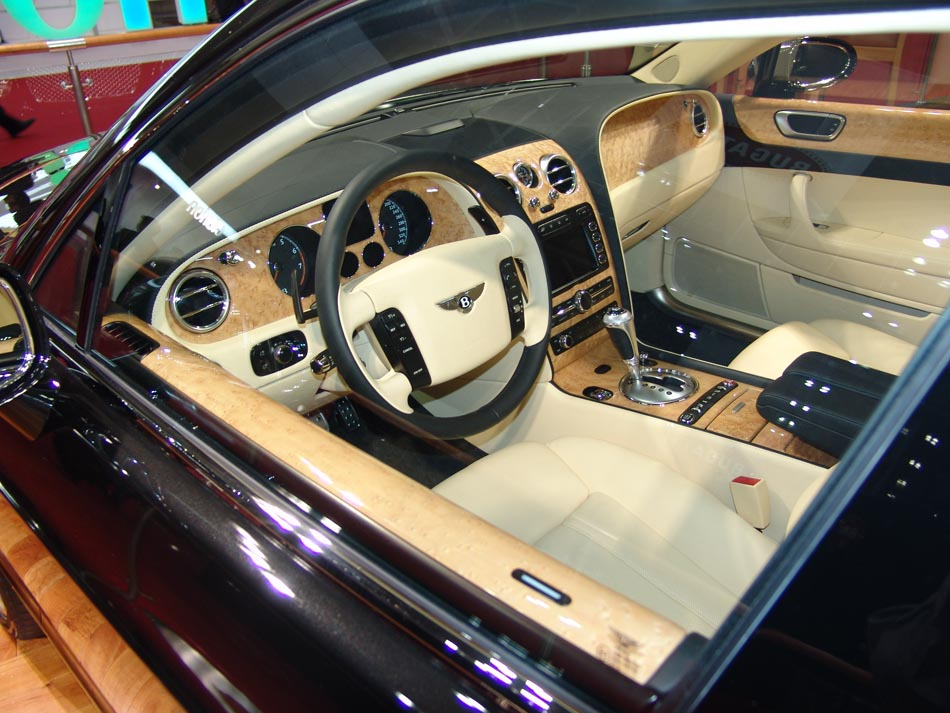
Interior Bentley Continental Flying Spur

El Bentley Continental Flying Spur es un automóvil de lujo de la marca inglesa Bentley, fue introducido en el 2005. El Continental Flying Spur es la variante de 4 puertas del Bentley Continental GT. Tiene un motor W12 de 6,0 litros y 560 CV, y cuenta con tracción a las cuatro ruedas (utiliza combustible de 98 octanos).
El precio del Continental Flying Spur puede llegar a ser de más de 200.000€, ya que además de tener un motor muy potente, tiene accesorios de lujo que no ofrecen otros fabricantes.
El Continental Flying Spur alcanza una velocidad máxima de 312 km/h (197 mph) y puede acelerar de 0 a 100 km/h en 5,2 segundos. Su consumo es de 16 litros cada 100 km y el tanque de combustible tiene una capacidad de hasta 90 litros. El vehículo pesa casi 2 toneladas y media y mide 5,307 m de largo, 1,916 m de ancho y 1,479 m de alto y el maletero puede albergar hasta 475 litros de equipaje. El Flying Spur tiene una caja de cambios automática de 6 velocidades. En 2009 se pondrá a la venta el Bentley Continental Flying Spur Speed, el motor que monta es de la versión básica potenciado hasta los 610 CV, puede pasar de 0 a 100 km/h en 4,8 segundos y alcanza una velocidad máxima de 322 km/h.

## Bentley Flying Spur (2013)

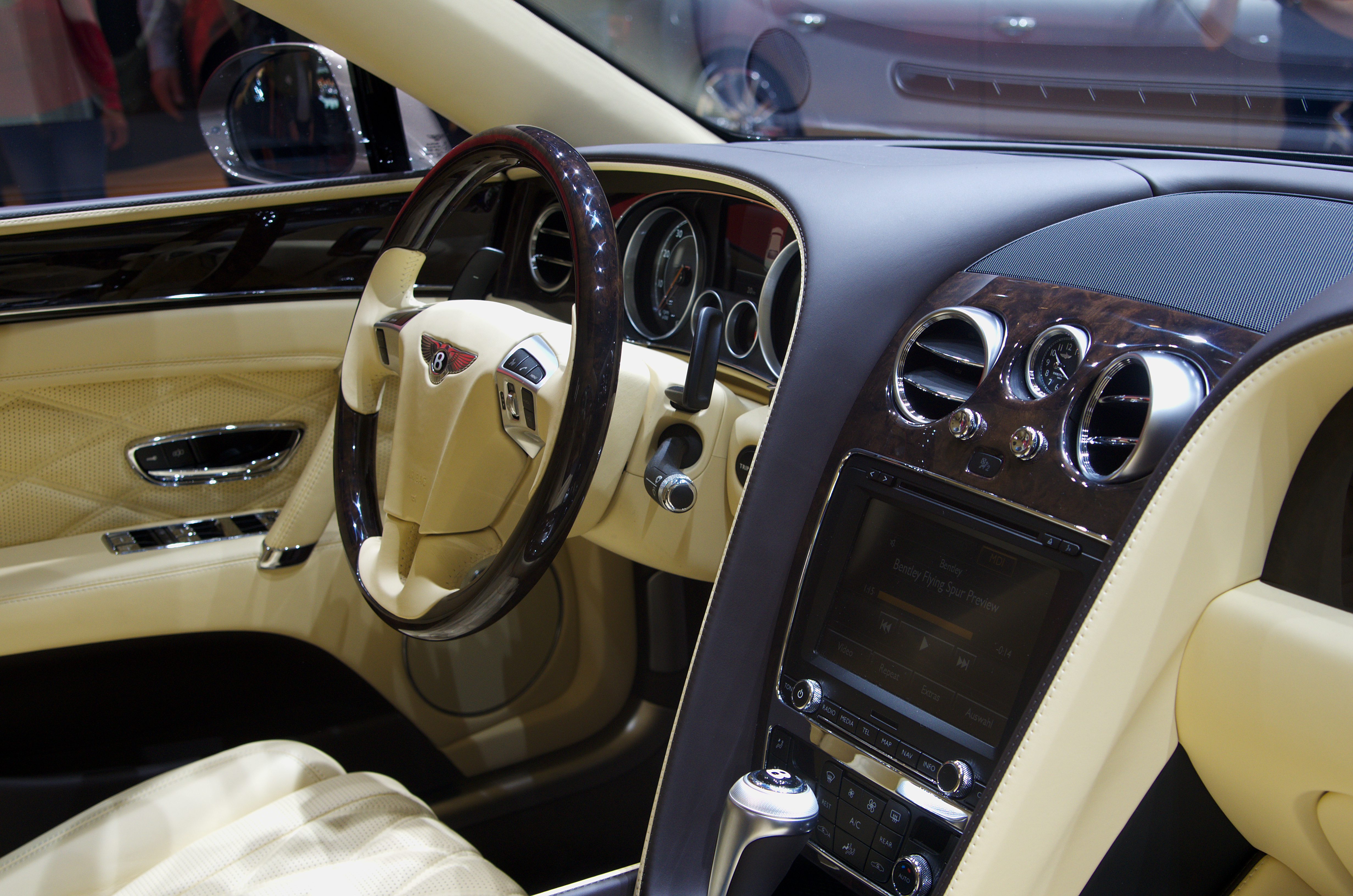
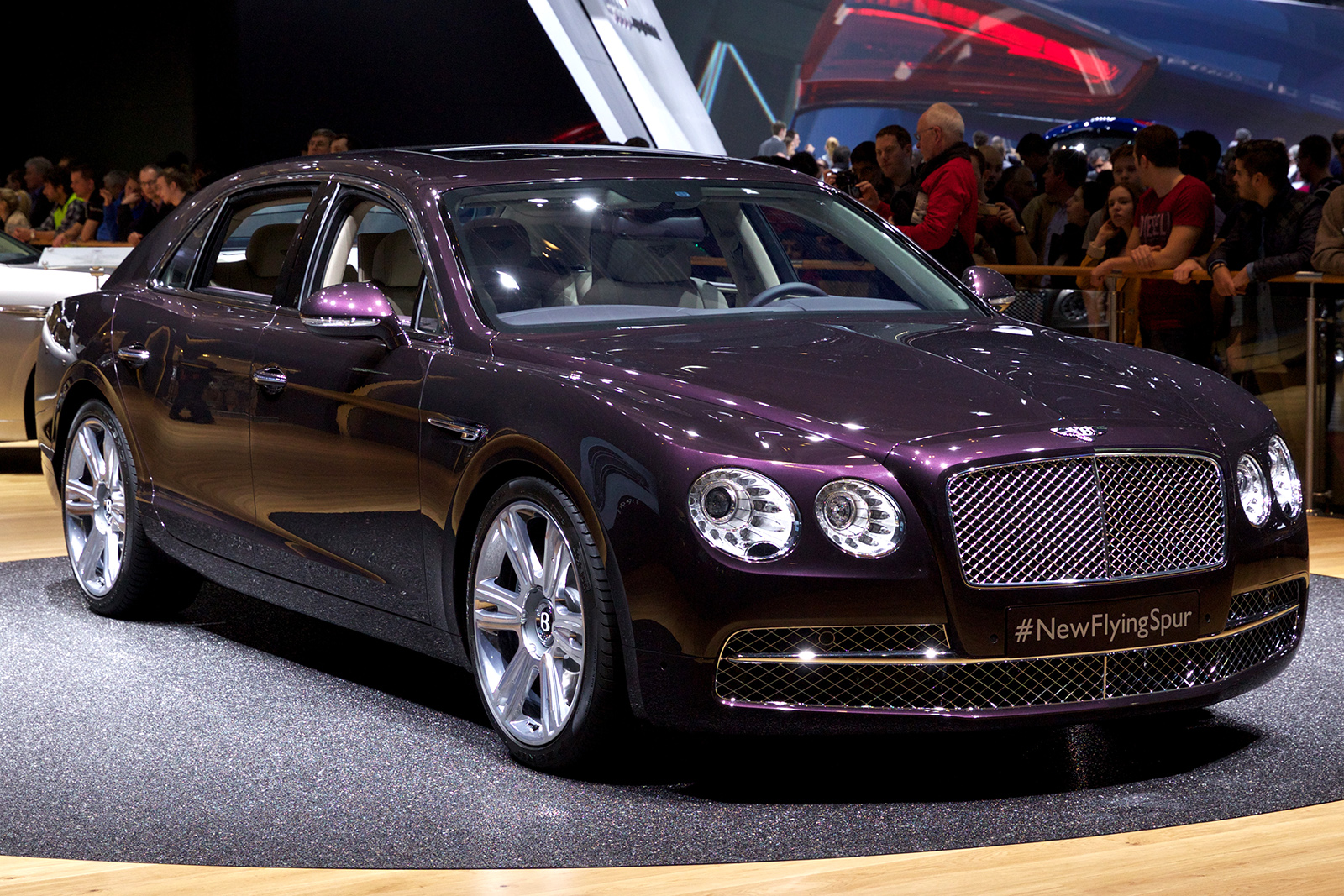
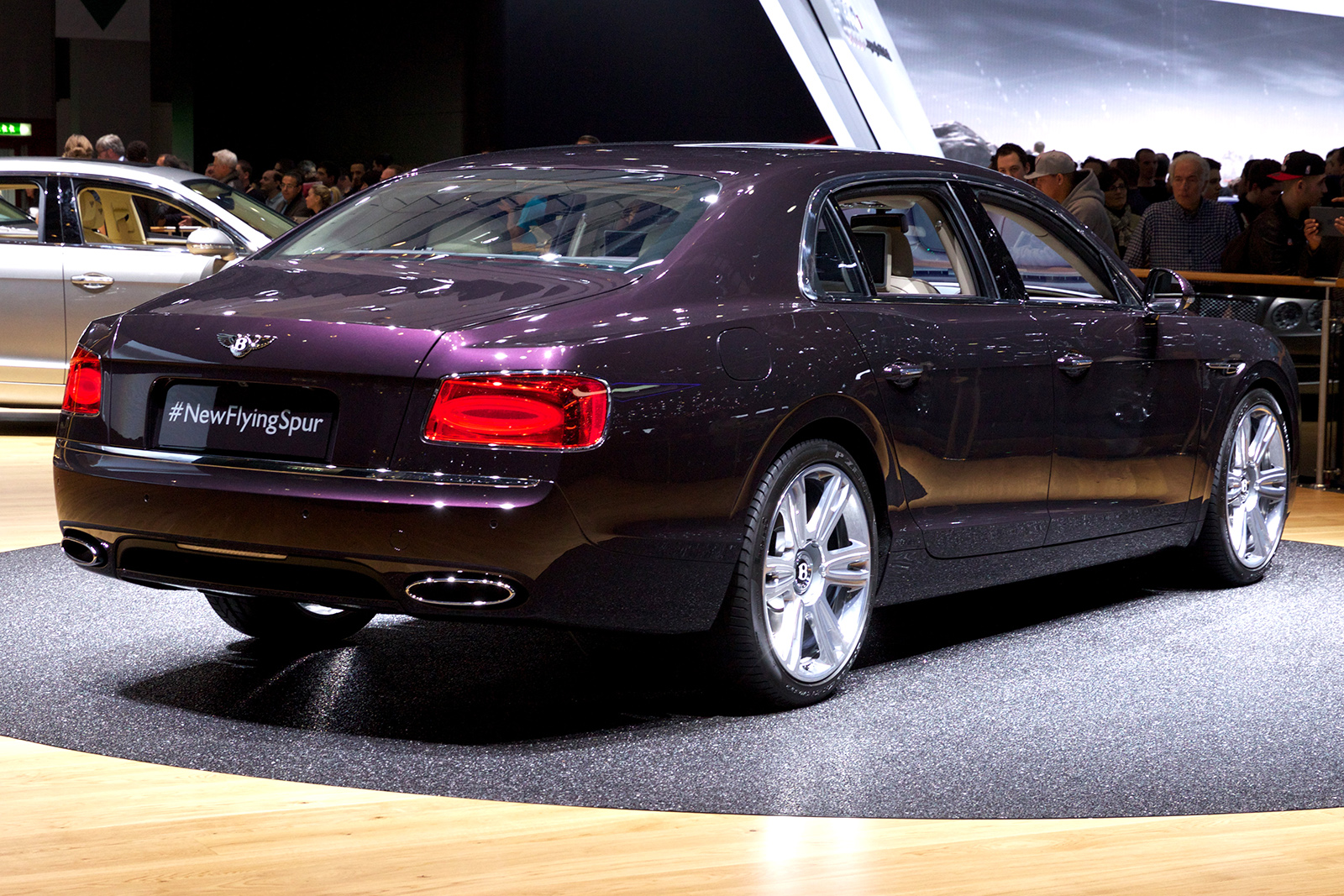